# アットハース
アットハース株式会社（英: AtHearth, Inc.）は、東京都千代田区に本社を置く外国人向けに特化した不動産テックのスタートアップ企業。

## 概要
2015年の創業以来、一貫して「外国人向けの不動産サービス」を提供している。
2018年からは、国際的な住宅を増やすオンライン完結型の不動産サービスを開発しており、日本での賃貸探しに苦労する外国人や国際環境を求める日本人、空室を抱える不動産オーナー達の問題を解決するオンライン完結型の不動産サービスを提供する。

## 沿革
- 2015年（平成27年）
  - 10月 - 紀野知成が東京都千代田区を拠点として設立。完全英語空間のシェアハウス「Tokyo Hearth」を運営開始。
  - 12月 - 日本人学生の海外インターンシップ事業「Global Wing」[1] の西海岸プログラムを創設。
- 2016年（平成28年）9月 - 東京国際大学の就職課にて、外国人学生800名へのインターンシップ、就職支援の業務委託を行う。
- 2017年（平成29年）11月 - 経済産業省主催のスタートアップ支援プログラム「飛躍[2]」に採択され、欧州へ公式派遣（JUNCTION Helsinki[3]、Slush Helsinki[4]、TechCrunch Berlin[5] へ出展）
- 2018年（平成30年）
  - 1月 - 東京都の起業家海外進出支援プログラム「X-HUB TOKYO[6]」に採択される。
  - 4月 - 野村ホールディングス株式会社のアクセラレータープログラム「VOYAGER(ボイジャー)」[7] に参加。株式会社ティーケーピーの代表取締役社長河野 貴輝のメンタリングの元、「遊休不動産の有効活用を促すサービスづくり」で発表を行う。
  - 7月 - 国際的な住宅を増やすオンライン完結型の不動産サービス「BeLiving[8]」のβ版をリリース。
  - 8月 - 国内最大のスタートアップコミュニティの運営元、プロトスター株式会社[9] が運営するシードアクセラレータ、StarBurst[10] にて「StarBurst#5 総合3位」と「三井不動産31Ventures特別賞」を獲得する[11]。
  - 9月 - 起業家と投資家が合宿で事業をつくる「Incubate Camp[12]」の11回目に参加。起業家と投資家が共同で事業アイデアをブラッシュアップする合宿スタイルの同イベント。選考を勝ち抜いた16名のスタートアップ起業家が参加する中で、【総合順位4位】【ベストグロース賞2位】【スポンサー賞】を獲得する。
- 2019年（令和元年）
  - 2月 - 東京ハース株式会社からアットハース株式会社へ社名変更[13]。オンラインを活用した賃貸契約のための多言語対応プラットフォーム「AtHearth」の提供を開始。[14]
- 2020年（令和2年）
  - 10月 - 第三者割当増資として累計8100万円を調達。引受先は既存株主のジェネシア・ベンチャーズ、エンジェル投資家の芝山貴史氏。[15]
- 2022年（令和4年）
  - 10月 - 外国籍ユーザーのライフスタイルに合わせた物件提案、生活サポートサービス提供を行う「AH Home（アットハースホーム）」をリリース

## メディア掲載
- 2020年、日本のベンチャーにも金メダルを　経産省が50社を海外へ派遣するワケ 日経ビジネスオンライン 2017年10月20日
- 起業家のドイツ進出支援　都が5社を選定 日本経済新聞 2018年1月9日
- X-HUBを経て、世界へ羽ばたく5社―ドイツ ベルリン・ミュンヘンコース参加企業― X-HUB TOKYO 2018年5月2日
- シードアクセラレータStarBurst、第5回デモデイを開催—8チームが登壇、アパレル不動在庫を解消するB2Bフリマサイト「SMASELL」が優勝 THE BRIDGE 2018年8月26日
- 注目のスタートアップ、廃棄寸前の衣料品在庫売買 日本経済新聞 2018年8月27日
- ITに従事する外国人、住まいは中央区や千代田区 日本経済新聞 2018年9月20日
- 【受賞全8ペア紹介】起業家と投資家が合宿で事業をつくる「Incubate Camp 11th」 THE BRIDGE 2018年9月20日
- 外国人の「駆け込み寺」続々　GTN、住居手続き支援 メディフォンは病院と通訳仲介 日本経済新聞 2018年11月19日
- 数千人を支援した気鋭の起業家、ITで挑む外国人居住の壁 ニュースイッチ 2019年2月26日
- 三菱商事を出た起業家　厚待遇捨てても共存共栄は捨てず 日本経済新聞 2019年4月19日
- 外国人労働者の悩み、ITで解決 日本経済新聞 2019年6月17日
- High-tech services help Japan's foreign workforce settle in NIKKEI Asia 2019年6月26日
- アットハース株式会社CEO紀野知成さんに聞く、「起業家になること」より大切なこと VOISS 2019年7月15日
- SO YOU WANT TO START YOUR OWN BUSINESS? VOISS 2019年7月16日
- 最短３日で内覧から契約まで。外国人労働者の入居問題を解決を目指す、起業家の挑戦 Forbes Japan 2019年9月30日
- 業界初！外国人向け多言語賃貸仲介プラットフォーム “AtHearth” 、サービス開始　ー ジェネシア・ベンチャーズ、エンジェル投資家から4,100万円を調達 ー PR TIMES 2019年10月1日
- アットハース、外国人向け他言語賃貸仲介プラットフォーム「AtHearth」 CNET Japan 2019年10月3日
- 「在留外国人の入居お断り」問題の解決を目指す「AtHearth」が正式リリース、4100万円の資金調達も TechCrunch 2019年10月3日
- 外国人向け賃貸物件仲介「AtHearth」がジェネシアVから資金調達、ネットや講座開設など滞在生活に必要なサポートも THE BRIDGE 2019年10月5日
- 外国人の就業、丸ごと支援　住民登録から口座開設まで 日本経済新聞 2019年10月21日
- 外交官でも「賃貸契約拒否」の意外な理由ー不動産テックにやってきた新たなチャンス THE BRIDGE 2020年2月18日
- アットハース、外国人専門の入居サポート展開 全国賃貸住宅新聞 2020年4月19日
- 新型コロナと戦うスタートアップたち、その取り組みの方法と傾向 THE BRIDGE 2020年4月23日
- 高収入の外国人向け賃貸仲介・代理保証・生活支援の「AtHearth」が累計8100万円を調達 TechCrunch 2020年10月30日
- 高収入の外国人向け賃貸仲介・代理保証業のアットハース、年間申込者が500名を突破！更なる事業拡大に向けジェネシアV等から累計8,100万円を調達。 PR TIMES 2020年10月30日
- 賃貸契約に悩んできた在留外国人2,500名が “本当に” 住みたかった街！在留外国人向け賃貸仲介を支援するアットハースが調査。PR TIMES 2021年7月26日
- 在留外国人が住みたい街　「六本木」や「恵比寿」を抑え1位となったのは？ ITmediaビジネス 2021年7月26日
- 賃貸契約に悩んできた在留外国人2,500名が “本当に” 住みたかった街！在留外国人向け賃貸仲介を支援するアットハースが調査。Exciteニュース 2021年7月26日
- 賃貸契約に悩んできた在留外国人2,500名が “本当に” 住みたかった街！在留外国人向け賃貸仲介を支援するアットハースが調査。All About 2021年7月26日
- 在留外国人が住みたい街、2位「渋谷」 - 1位は?  livedoor NEWS 2021年7月26日
- 在留外国人2500名が 本当に 住みたかった街！ 新宿～目黒エリアに全体70％が集中 健美家 2021年8月2日
- 【賃貸】に絡む、日本人・外国人比較調査の実態。?「思っていたより安心！？」間違いだらけの入居者イメージをデータで読み解く? PR Times 2021年8月31日
- 賃貸のトラブルTOP3は？　在留外国人と日本人で違い ITmedia 2021年9月2日
- 【不動産賃貸】に絡む、日本人・外国人比較調査の実態比較パート３～「お国柄でここまで違う！？」日本人入居者との違いをデータで読み解く～ PR Times 2021年9月30日
- コロナ禍で住みたい部屋は変わったのか？200人以上の在留外国人が住みたい部屋！在留外国人向け賃貸仲介を支援するアットハースが調査。 ＦＮＮプライムオンライン 2022年7月13日
- 外国籍ユーザーのライフスタイルに合わせた物件提案、生活サポート、暮らしを豊かにするサービス提供を行う「AH Home（アットハースホーム）」をリリース All About NEWS 2022年10月31日
- コロナ禍で住みたい部屋は変わったのか？200人以上の在留外国人が住みたい部屋！在留外国人向け賃貸仲介を支援するアットハースが調査。 PR Times 2022年7月13日
- 「外国人お断り」は横行しているのか　賃貸オーナーの本音 ITmediaビジネス 2023年4月16日